# マーク・アドラー
マーク・アドラー（Mark Adler, 1959年4月3日 - ）は、データ圧縮の分野で最も知られる人物である。アドラーはAdler-32ハッシュ関数の著作者、zlib圧縮ライブラリとgzipの共同著作者、Info-ZIPへの貢献、そしてPortable Network Graphics (PNG)画像フォーマットの開発者である。
アドラーはマーズ・エクスプロレーション・ローバーミッションにおけるスピリット探査機のミッションマネージャでもあった。

## 半生
アドラーはマイアミのデービッド/バーサ(David and Bertha)・アドラー一家の一人息子として生まれた。ラ・カニャダに移住し、彼はダイアナ・セント・ジェームズ(Diana St. James)と一緒に暮らすようになり、やがて2人の子供、ジョシュア(Joshua)とザチャリー(Zachary)が生まれた。彼はダイアナとともにカリフォルニア工科大学に勤務しており、また演劇の舞台に上がり、その演劇指導も行っていた。

## 経歴

### 博士課程修了後
博士課程修了後、アドラーはヒューズ・エアクラフトの宇宙空間・通信部門(Space and Communications Group)にて、衛星通信におけるX線バースト効果の影響分析、新しい誤り検出訂正法の開発、自動車盗難防止用錠の設計、デジタル画像・ビデオ圧縮研究（ウェーブレット変換とMPEG-2）を含む、様々なプロジェクトに参加していた。

### 火星探査
1992年から1995年を通し、アドラーはカッシーニ・ホイヘンス・ミッションの先導計画エンジニア(Lead Mission Engineer)に任命された。その後彼はジェット推進研究所(Jet Propulsion Laboratory; JPL)における火星探査プログラムのアーキテクト(Mars Exploration Program Architect)を1996年から1998年を通して務めており、結果として、この時をとおし、アドラーが火星探査における、フライト・開発両ミッションのプロジェクト間の諸問題の処理も含み、2001年から開始された火星探査ミッションの計画の責任を負っていたことになる。1999年から2000年初期にかけ、アドラーはマーズ・サンプル・リターン・ミッション（サンプルリターンも参照）のミッション・システムマネージャ・チーフエンジニア(Mission and Systems Manager and Chief Engineer)に就任した。この計画は、2003年と2005年に合わせて3回の打ち上げを行い、2008年に火星の試料を採取し地球に帰還する予定であった。しかし、マーズ・ポーラー・ランダーの失敗ののち、計画はキャンセルされた。

### マーズ・エクスプロレーション・ローバー ミッション
アドラーは、後に2003年にマーズ・エクスプロレーション・ローバー(Mars Exploration Rover; MER)ミッションとして採択される概念研究を、3週間半をかけて立ち上げそして率いた。彼は次の役職を務めた:ミッション・システム・マネージャ次長(Deputy Mission System Manager)、プロジェクト・エンジニア次長(Acting Project Engineer)、委員会次長(Deputy Assembly)、テスト・発射実施マネージャ(Test, and Launch Operations Manager)、着陸地点選定エンジニア(Landing Site Selection Engineer)そしてスピリット探査機ミッションのマネージャ(Spirit Mission Manager)である。

## 個人の趣味
アドラーは計器飛行証明を持つ操縦士、認定スクーバダイバーそしてアマチュア演劇俳優でもある

## gzipとzlib
アドラーはジャン＝ルー・ガイイ(Jean-Loup Gailly)とともにDeflate圧縮アルゴリズムを利用する圧縮ユーティリティgzipとライブラリzlibを開発したことでも名高い。この功績を評価され、両名は2009年のUSENIX Software Tools User Group(STUG)アワードを受賞した。